# Ефремов, Сергей Фёдорович
Сергей Фёдорович Ефремов (укр. Сергій Федорович Єфремов; 20 сентября 1893, с. Зеленьков, Черкасского уезда Киевской губернии (ныне Тальновского района Черкасской области Украины) — 18 декабря 1966, Астория, штат Нью-Йорк, США) — русский, украинский военный деятель, генерал-хорунжий Армии Украинской Народной Республики, главнокомандующий национальной обороны Карпатской Украины (1939).

## Биография
Родился в селе Зеленьков (сейчас — Тальновский район, Черкасская область), в семье кандидата естественных наук и преподавателя Киевского университета святого Владимира. Племянник украинского ученого и деятеля УНР С. А. Ефремова.
Окончил Киевское военное училище. Участник Первой мировой войны. Первоначально в составе 87-го Нейшлотского пехотного полка. Позже был переведён в 271-й запасной пехотный полк (до 1917), получил несколько ранений, награждён царскими орденами и медалями.
Февральская революция застала его в Екатеринославе, где он проходил лечение после очередного ранения.
Во время правления Украинской Центральной Рады в 1917 — председатель Украинского военного совета Екатеринославщины, делегат Первого Украинского военного съезда и Второго Всеукраинского военного съезда в 1917. Осенью 1917 года в Екатеринославе возглавил отряд гайдамаков и вольных казаков — 3-й Екатеринославский гайдамацкий курень войск Центральной Рады. В ноябре-декабре 1917 года Сергей и Федор Ефремовы с другими членами «Просвиты» инициировали съезд учителей Екатеринославщины, на котором предложили переименовать город в Сичеслав. Предложение педагоги приняли единогласно. 28 декабря 1917 года его подразделение вынуждено противостоять просоветско настроенным рабочим Брянского завода Сичеслава, на подмогу которым прибыло подкрепление из России. Гайдамаки вынуждены отойти из города.
В Армии УНР с 1918. Командовал Гайдамацким полком, участвовал в боях на большевистском и деникинском фронтах. Занимал должность помощника начальника 1-го отдела управления личного состава Генерального штаба УНР. При Директории служил старшиной при Военном министерстве УНР. В 1920 — подполковник Армии УНР. В августе — сентябре 1920 года был на должности булавного старшины для поручений при командующем армии. В конце украинско-советской войны 1920 года командовал 15-м и 24-м куренями Железной дивизии УНР.
В межвоенный период — в эмиграции в Закарпатье (тогда Чехословакия). После получения автономии в составе второй Чехословацкой республики занимал пост директора финансов в правительстве автономии.
15 марта 1939 полковник С. Ефремов в ходе оккупации Венгрией Закарпатской Украины был назначен командующим национальной обороны Карпатской Украины во время нашествия венгерских войск. Осуществлял оперативное командование отрядами добровольцев и «Карпатской Сечи», осложненное отсутствием средств связи и большим численным преимуществом противника.
16 марта передал командование полковнику М. Колодзинскому-Гузару и выехал через Великий Бычков в Румынию.
Через Югославию вернулся в уже независимую Словакию, вступил в её армию и служил в чине майора хозяйственной службы.
После второй мировой войны оказался в американской зоне оккупации, откуда выехал в США.
В Америке полковник С. Ефремов был повышен в звании до генерал-хорунжего Армии УНР.
Умер 18 декабря 1966 года в г. Астория штата Нью-Йорк, похоронен на украинском кладбище Св. Андрея в Саут-Баунд-Бруке.